# Andromba
Andromba est une commune urbaine malgache située dans la partie centre de la région d'Alaotra-Mangoro.